# Flèche wallonne 1936
La 1re édition de la Flèche wallonne a eu lieu le 13 avril 1936, sur une distance de 236 kilomètres.
La victoire revient au Belge Philémon De Meersman, qui a terminé le parcours en 7 h 04 min 15 s, précédant ses compatriotes Alphonse Verniers et Camiel Michielsens.
A l'arrivée à Liège, 22 cyclistes (21 Belges et un Italien, Antonio Fabris), sur les 64 au départ à Tournai, terminent la course.

## Classement final
| #  | Coureur              | Équipe        |    | Temps           |
| -- | -------------------- | ------------- | -- | --------------- |
| 1  | Philémon De Meersman | La Française  | en | 7 h 04 min 15 s |
| 2  | Alphonse Verniers    | Dossche Sport | +  | 0 s             |
| 3  | Camiel Michielsens   | -             |    | 23 s            |
| 4  | Albert Beckaert      | Alcyon-Dunlop |    | 1 min 06 s      |
| 5  | Richard Rottermans   |               |    | 2 min 12 s      |
| 6  | Armand Lambert       | Dossche Sport |    | 2 min 12 s      |
| 7  | Corneille Leemans    | Van Hauwaert  |    | 2 min 35 s      |
| 8  | Jérome France        | Birma         |    | 2 min 35 s      |
| 9  | Antoine Dignef       | Colin-Wolber  |    | 2 min 35 s      |
| 10 | Éloi Meulenberg      | Alcyon-Dunlop |    | 3 min 08 s      |